# Disphragis albovirens
Disphragis albovirens är en fjärilsart som beskrevs av Paul Dognin 1908. Disphragis albovirens ingår i släktet Disphragis och familjen tandspinnare. Inga underarter finns listade i Catalogue of Life.